# Rainha de Portugal (corveta)
A Rainha de Portugal foi uma corveta mista (vela/vapor) da Armada Real Portuguesa. 

## História
A corveta foi construída em Inglaterra em 1876 pelos estaleiros Thames Iron Works. Era igual à corveta Mindelo.